# Raïssa Gbédji
Raïssa Gbédji (geb. 1972 oder 1973; gest. 21. Juni 2025, Lyon, Frankreich) war eine Journalistin, Korrespondentin von Radio France Internationale (RFI) in Benin, feministische Aktivistin und Sängerin.

## Leben

### Jugend und Ausbildung
Raïssa Gbédji machte eine Ausbildung zur Sekretärin und für Kommunikation.

### Karriere
Raïssa Gbédji arbeitete nach ihrer Ausbildung als Animatrice du Journal bei Golfe FM und später als Chef-Redakteurin bei Océan FM (2005). Die Beiträge wurden auch von Radio France internationale (RFI) veröffentlicht und sie wurde Korrespondentin für Benin.
Gbédji gab Informationen weiter, wonach die Regierungspartei eine Untersuchung wegen Fehlverhaltens und Anschuldigungen gegen Präsident Boni Yayi behinderte. Daraufhin wurde sie von der Haute Autorité de l’audiovisuel et de la communication (HAAC) befragt.
Raïssa Gbédji war eine engagierte Aktivistin für Frauenrechte und Sängerin; sie verband Jazz und traditionelle Musik. Am 11. Mai 2018 veranstaltete sie im Benin Royal Hotel in Cotonou ein Maxi-Event und Live-Konzert N’djah. Dieses Event leistete einen großen Beitrag zum Austausch und für die Förderung kultureller Werte.

### Tod
Raïssa Gbédji starb am 21. Juni 2025 in Lyon im Alter von 52 Jahren.